# ジャイブ (ダンス)

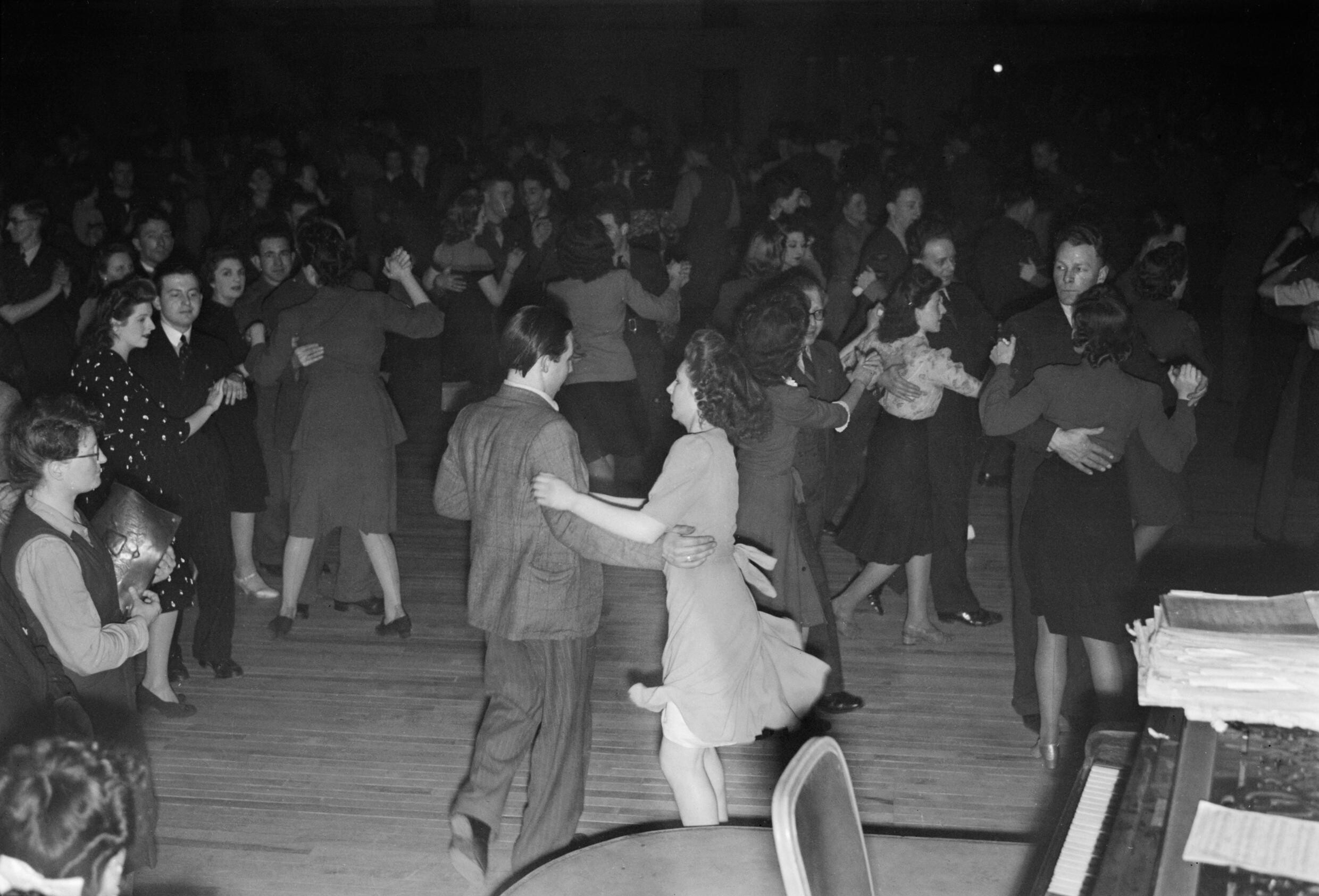
1945年イギリスのダンスホールでジャイブを踊る人々

ジャイブ(英語: jive)はジルバから派生した、アメリカ合衆国内のアフリカ系アメリカ人の間で踊られ始めたダンスの形式の一つ。1930年代初め頃からジャズ・シンガーのキャブ・キャロウェイの影響によって広まった。
1930年代から1940年代にかけてのスウィングミュージックの演奏者にとって「ジャイブ」とは、口先だけの分別のない話を意味する表現だった。また大麻、大麻使用を表すスラング（マリファナの俗語）でもあった。

## 特徴
ジャイブはぴょんぴょんと跳ねるような動きが特徴的である。アメリカ国立ダンス評議会の大会では176BPMのテンポで、世界ダンススポーツ連盟の大会では168～176 BPMのテンポで踊られる。他の競技会でも140～184BPMのテンポで踊られるのが一般的である。